# Mamou (Louisiana)
Mamou è un comune degli Stati Uniti d'America, situato nello Stato della Louisiana, in particolare nella parrocchia di Evangeline.